# Odoakerovo království
Italské království (latinsky Regnum Italicum) vzniklo v důsledku sesazení západořímského císaře Romula Augusta a nepřijetí císařského titulu germánským vojevůdcem Flaviem Odoacerem, který plnil v císařských službách funkci velitele jeho gardy. Ten byl místo toho prohlášen za krále. Přestože se v podstatě jednalo o vojenský převrat, který ponechal stát a život v něm prakticky nedotčen, došlo tím k faktickému zániku Západořímské říše. Odoakerovo Italské království přetrvalo jen krátce do roku 493, kdy ostrogótský král Theodorich Veliký Odoakera zavraždil.

## Historie

### Odoaker vůdcem foederatů
Odoaker pocházel z germánského kmene Skirů. Po otcově smrti vstoupil do služeb Římanů a stal se velitelem germánské gardy římského patricie Oresta, otce posledního západořímského císaře Romula Augustula. Odoaker se ale spolu s dalšími germánskými žoldnéři vzbouřil a coby velitel italských vojsk koncem srpna 476 porazil a zabil Oresta, zanedlouho i sesadil Romula Augusta, poté ho vojáci prohlásili za krále.

### Králem Itálie

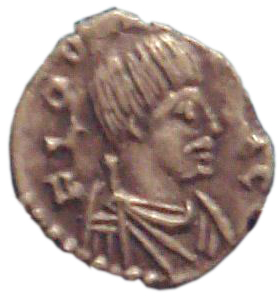
Odoakerova mince

Odoaker tedy v Itálii sesadil posledního západořímského císaře Romula Augusta. Titul císaře však nepřijal, a i když formálně respektoval předchozího vypuzeného císaře Julia Nepota sídlícího tou dobou v Dalmácii, kterého uznávala Konstantinopol, vnímá se to jako konec dějin Západořímské říše. Odoaker poslal císařské insignie do Konstantinopole, čímž se zřekl císařského titulu a de facto přijal svrchovanost císařství na východě. Nicméně, jeho vládu v Itálii to nijak neomezovalo, naopak; předešel tak konfliktu s Východořímskou říší. Třebaže se Nepos nevzdal svého nároku na trůn a obracel se kvůli tomu na Zenona s žádostí o finanční prostředky a vojsko, s jehož pomocí by mohl znovu získat kontrolu nad Itálií, kromě uznání a výzev k Odoakerovi se mu nedostalo od Východořímské říše žádné jiné hmatatelnější podpory. Odoaker projevoval formální respekt vůči Nepotovi a nechal v Mediolanu a Ravenně razit solidy se jmény obou císařů, ale jinak vládl Itálii zcela nezávisle jako suverénní král a neměl zájem učinit cokoli, čím by Nepotovi dopomohl zpět k moci. 

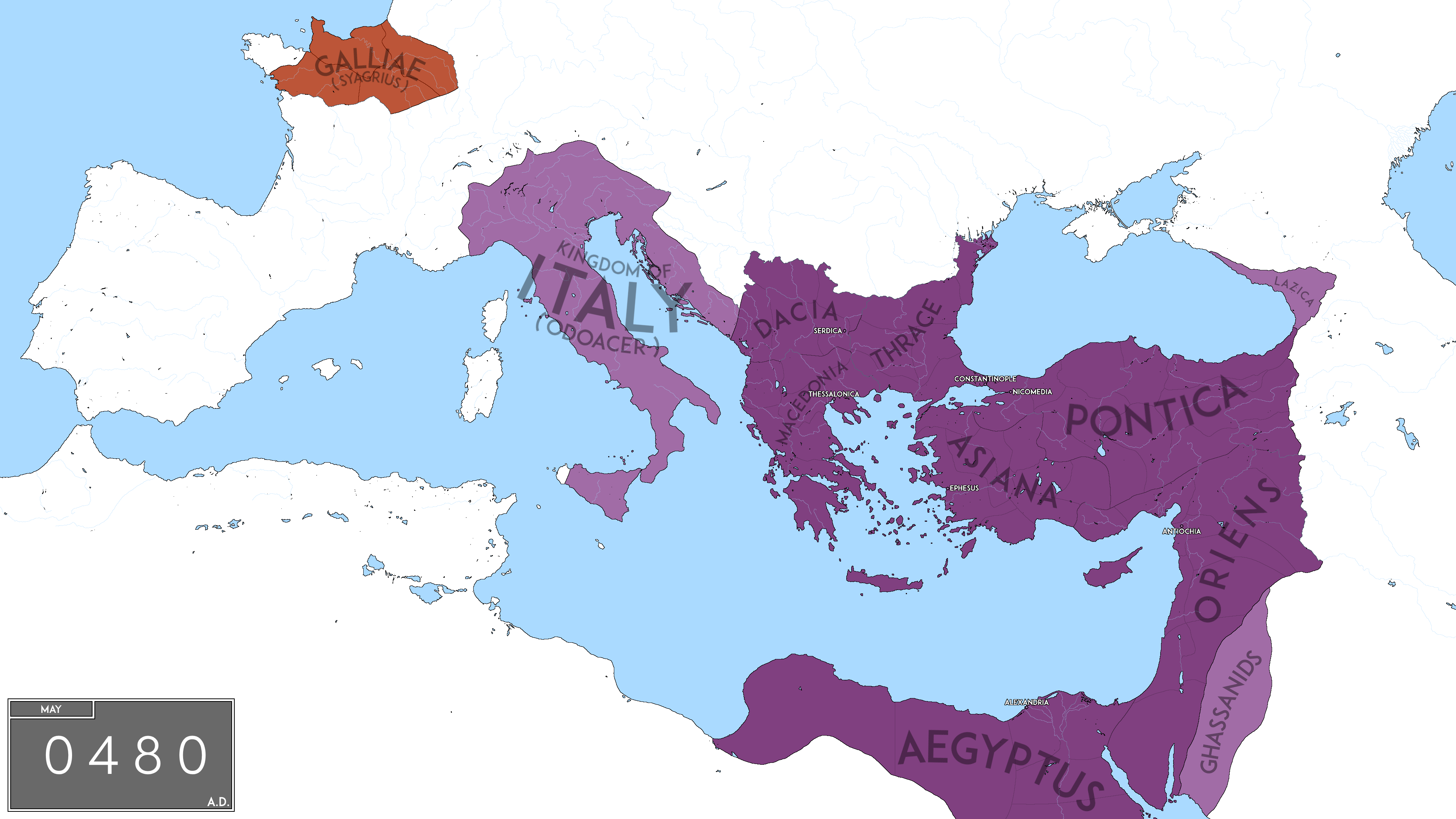
Odoakerovo království (světle fialová) v roce 480 n. l. (po Nepotově smrti) s připojenou Dalmácií a formálně podřízené Byzanci (tmavě fialová), na mapě také Syagriova říše (hnědá).

V roce 480 byl Nepos ve svém venkovském sídle v Dalmácii nedaleko Salony zavražděn dvěma veliteli (comes) Viatorem a Ovidou, v čemž měl patrně prsty i někdejší císař Glycerius. Nepotovi smrti Odoaker brzy využil jako záminky ke vpádu do Dalmácie a po vítězství nad Ovidou ji připojil ke svému království. V letech 490–493 bojoval proti Ostrogótům a jejich vůdci Theodorichovi. V roce 493 uzavřeli dohodu o společném panování v Itálii. Brzy po těchto událostech Theodorich Odoakera zavraždil.